# 肝付町立岸良学園
肝付町立岸良学園（きもつきちょつりつきしらがくえん）は、鹿児島県肝属郡肝付町岸良にある義務教育学校である。小中一貫教育を実施していた肝付町立岸良小・中学校を廃し、2021年（令和3年）に設置された。大隅地区で初めての義務教育学校である。

## 概要
肝付町では、2017年に従来の岸良小学校と岸良中学校を統合して、小中一貫教育校の肝付町立岸良小・中学校が設置された。
しかし、肝付町の人口減少が続く中で公立学校を存続させるため、義務教育学校として組織を統合することが発案された。2020年10月の町議会では義務教育学校化の法案が否決され、町側ではTwitterアカウントの開設や外部の署名サイトを利用した取り組みをおこなった。11月の議会で再度の議決が行われて可決し、2021年4月に開校式が挙行された。

## 沿革
ここでは各前身校についても触れる。

### 岸良小学校
- 1876年（明治9年） - 開校[2]。
- 1878年（明治11年）頃 - 公立学校化される（当時は内之浦小学校の分校）[2]
- 1947年（昭和22年） - 岸良小学校となる[2]

### 岸良中学校
- 1947年（昭和22年） - 開校（敷地は岸良小学校内）[2]
- 1950年（昭和25年） - 専用校地に移転[2]

### 岸良小中学校
- 2017年（平成29年）4月 - 岸良小学校と岸良中学校を統合して開校（学校の機能は中学側に集約）[2]

### 岸由学園
- 2021年（令和3年）4月  - 義務教育学校として開校